# Alan Grant
Alan Grant foi um roteirista britânico de história em quadrinhos. Fez parte da chamada “onda britânica” que levou vários artistas de quadrinhos do Reino Unido a trabalhar com histórias de personagens dos Estados Unidos.
Alan Grant começou sua carreira na revista britânica 2000 AD, escrevendo roteiros para o personagem Juiz Dredd. Na DC Comics, Alan Grant trabalhou durante muitos anos no gibi “Shadow of the Bat”, do Batman, além da revista “The Demon”, de Etrigan. Criou os personagens Anarquia e Ventríloquo (coadjuventes do Homem-Morcego) e trabalhou, sozinho e ao lado de Keith Giffen, em muitas histórias de Lobo.
As causas da morte de Alan Grant não foram divulgadas.